# Дом восковых фигур (фильм, 1953)
«Дом восковых фигур» (англ. House of Wax, другое название — «Музей восковых фигур») — фильм ужасов, снятый Андре де Тотом в 1953 году. Ремейк фильма 1933 года «Тайна музея восковых фигур», главную роль сыграл известный актёр фильмов ужасов Винсент Прайс.
Премьера фильма состоялась 10 апреля 1953 года.
В декабре 2014 года был внесён в Национальный реестр фильмов США, обладая культурным, историческим или эстетическим значением.

## Сюжет
Нью-Йорк, 1902 год. Талантливый художник и скульптор Генри Джарэд создал великолепную коллекцию восковых фигур исторических персонажей: Марк Антоний и Клеопатра, момент убийства Авраама Линкольна, Жанна Д`Арк восходит на костёр, и в центре музея Мария Антуанетта, глаза которой следят за всеми вокруг. Но музей не пользуется популярностью, ведь в нём (по мнению Мэттью Берка, компаньона Джарэда) нет того, что привлекает публику — насилия и ужаса. Берк не раз предлагает Джарэду устроить зал ужаса, но всё время получает отказ.
Приглашённый критик — состоятельный коллекционер Сидней Уоллес — восхищен работами Джарэда, однако не решается выкупить их немедленно, поскольку срочные дела требуют его отъезда в Египет на 3 месяца, но он благожелательно обещает подумать над этим предложением. Берк узнаёт, что продажа его доли в предприятии откладывается из-за этой проволочки (кроме того, Джарэд предлагает Уоллесу стать его компаньоном вместо Берка), и устраивает поджог для получения страховки в $ 25 000, при этом оглушив Джарэда, сделав так, чтобы он тоже сгорел вместе с музеем. Но Джарэд приходит в себя и пытается спасти свои творения, но поняв, что это бесполезно, пытается спастись и исчезает в огне. В этот же момент из-за взрыва светильного газа весь дом объят пламенем. Тело Джарэда не нашли.
Проходит время. Берк налаживает беззаботную жизнь, получая единолично $ 25 000 страховки, но той же ночью прямо в собственном офисе его убивает человек с обезображенным лицом и вешает его в шахте лифта, имитируя самоубийство. Вскоре после этого подружка Берка Кэти Грей (немного легкомысленная, но добрая и весёлая девушка), живущая вместе со своей подругой Сью Аллен, собирается на свидание с неким галантным джентльменом и не слишком горюет о смерти Берка, не торопившегося взять её в жены. Но через несколько часов Сью находит подругу в квартире мёртвой. Внезапно на Сью набрасывается обезображенный человек, ранее убивший Берка. Девушке удается убежать из комнаты, но монстр пускается за ней в погоню. С большим трудом Сью удается спрятаться в доме у своего друга Скотта Эндрюса. Детектив Том Бреннан и вся полиция в замешательстве: никто из подозреваемых и задержанных по делу убийства Кэти не подходит под данное Сью описание обезображенного человека. Медицинская экспертиза признает Кэти умершей от передозировки снотворного. Служащие морга отвозят её тело в хранилище, откуда обезображенный человек похищает тело Кэти, а вскоре из того же морга исчезает тело Мэттью Берка.
Через некоторое время Сидней Уоллес получает письмо от… Генри Джарэда. Он не погиб в пожаре, но он прикован к инвалидному креслу, а его руки сильно пострадали и он не может сам создавать восковые фигуры, и поэтому он нанял себе двух помощников — глухонемого скульптора Игоря и пьющего художника Леона Аврила.
Вскоре Джарэд открывает новый музей восковых фигур, на этот раз с комнатой ужасов, наполненной сценами пыток и убийств. Но его персонажи выглядят как настоящие и на удивление похожи на убитых и пропавших без вести людей — «повесившийся» в лифте Берк сразу «опознан» новым компаньоном Джарэда (хотя тот и убеждает его, что слепил фигуру «по памяти»), а Сью Аллен, пришедшая на выставку со Скоттом, узнаёт в Жанне Д`Арк свою убитую подругу Кэти Грей. Джарэд слышит их разговор и рассказывает им, что в сходстве нет ничего необычного — образ Жанны заимствован им с фотографий Кэти, которую он увидел в газете. Скотт, как начинающий скульптор, получает предложение от Джарэда о совместной работе, а Сью — просьбу быть натурщицей для воссоздания самого лучшего шедевра Джарэда — Марии Антуанетты.
Сью приходит на позирование, но её не оставляет мысль о неправдоподобном сходстве восковой Жанны Д`Арк с убитой подругой. Она снимает с фигуры парик и понимает, что под воском скрыто тело Кэти. Но её замечает Джарэд и пытается помешать ей уйти, встав с инвалидной коляски. Сью бьёт Джарэда по лицу и оно разрушается: это была восковая маска, под которой скрывалось настоящее лицо Джарэда, обезображенное после того пожара. Сью теряет сознание и Джарэд уносит её в подвал музея и приковывает к столу, ожидая, что она станет заменой утерянной Марии Антуанетты, когда будет облита воском. Но в музей вовремя прибывает полиция, до этого допросившая помощника Джарэда Леона Аврила, от которого узнаёт, что Джарэд выжил в пожаре, но сошёл с ума; также они узнают и про Берка с Кэти Грей. Во время попытки ареста и борьбы с полицейскими Джарэд падает в чан с кипящим воском.

## В ролях
| Актёр          | Роль                                        |
| -------------- | ------------------------------------------- |
| Винсент Прайс  | профессор Генри Джарэд                      |
| Фрэнк Лавджой  | детектив-лейтенант Том Бреннан              |
| Филлис Кирк    | Сьюзен (Сью) Аллен                          |
| Пол Пичерни    | Скотт Эндрюс                                |
| Кэролин Джонс  | Кэтрин (Кэти) Грей                          |
| Пол Кэвэна     | коллекционер Сидней Уоллес                  |
| Рой Робертс    | Мэттью Берк                                 |
| Даббс Грир     | сержант Джим Шейн                           |
| Чарльз Бронсон | глухонемой помощник Джарэда Игорь           |
| Недрик Янг     | помощник Джарэда Леон Аврил (Карл Хендрикс) |

## Создание
Фильм является первым кинофильмом студии «Warner Bros.», который был снят с использованием 3D-эффектов. В интервью (позже включенном в программу «100 лет ужаса») Винсент Прайс называл эти съёмки одной из величайших историй Голливуда. Андре де Тот, которому актёр отдавал должное уважение как хорошему режиссёру, имел всего один глаз, и вообще не мог увидеть фильм в объемном 3D-варианте: «Андре де Тот был хороший режиссёр, но его назначение было мягко говоря нелепым, потому что он не видел. Он был в смятении, то и дело говорил: „Что они делают? Чему они так радуются?“. Он не понимал. Но он сделал хорошую картину. Он создал очень хороший триллер, и трюки в нём были естественным, и их было много — в зрителей буквально бросались предметами».
По причине того, что фильм снимался не только в 3D, но и в «Technicolor», то гриму в виде уродливых рубцов от ожогов Винсента Прайса уделялось особое внимание. Результат превзошёл все ожидания: когда во время перерыва Прайс зашёл пообедать в студийный кафетерий, то продавщица чуть не упала в обморок, а все остальные посетители быстро вышли.
В сцене в начале фильма, где в мастерской Генри Джарэда происходит пожар, Винсент Прайс фактически не изображал страх, а на самом деле его испытывал. Перед началом съёмок команда пиротехников заранее распределила, в каких частях декорации будет полыхать огонь, но, когда съёмка началась, быстро утратила над ним контроль, из-за чего последний перекинулся и на те части декорации, которые не должны были гореть. Поскольку быстро тающие восковые манекены было очень трудно заменить, то Андре де Тот продолжил снимать даже тогда, когда на площадку приехала пожарная команда. Итогом пожара стали опалённые брови Прайса и прожжённая насквозь крыша студийного павильона.
В сцене спасения Скотта Эндрюса из-под гильотины используется настоящий нож. Первоначально режиссёр Андре де Тот отказался снимать эту сцену ввиду того, что актёр Пол Пичерни отказался от использования каскадёра. Однако впоследствии, по настоянию студии «Warner Bros.», сцена всё-таки была снята без дублёра и с одного дубля.
В фильме есть небольшой ляп — Генри Джарэд демонстрирует публике восковую фигуру женоубийцы «Синей бороды» и в её внешности явно угадывается Анри Ландрю. Однако дело Ландрю вскрылось в 1919 году, а действие фильма протекает примерно в 1902 году (на это указывает прежде всего оговорка самого Джарэда во время представления фигуры Уильяма Кеммлера («12 лет назад впервые использовали электрический стул»), косвенно — сохранение газового света в Нью-Йорке и портрет президента Теодора Рузвельта в кабинете лейтенанта Тома Бреннана). Впрочем, по имени «Синяя борода» так и не назван.